# Wierch-Mostowinskij
Wierch-Mostowinskij (ros. Верх-Мостовинский) – osiedle w Rosji, w obwodzie kemerowskim, w rejonie topkińskim. W 2021 liczyło 19 mieszkańców.